# Hudson (Massachusetts)
Pour les articles homonymes, voir Hudson.
Hudson est une ville du comté de Middlesex au Massachusetts. Sa population est de 20 092 habitants en 2020. Elle est nommée Hudson en l'honneur de révérend Hudson, sénateur des États-Unis.